# 甲賀市立甲南中学校
甲賀市立甲南中学校（こうかしりつ こうなんちゅうがっこう）は、滋賀県甲賀市甲南町寺庄にある公立中学校。

## 沿革
- 1947年（昭和22年）6月1日 - 甲南町立の4中学校（甲南・第1・第2・第3）の合併により甲南町立甲南中学校を開設[1]。
- 1948年（昭和23年）9月9日 - 佐山中学校を併合し甲南町佐山村学校組合立甲南中学校を開設。
- 1952年（昭和27年）4月1日 - 佐山中学校を分離。
- 2004年（平成16年）10月1日 - 甲賀郡甲南町など5町と合併し「甲賀市」となったことにより、甲賀市立甲南中学校に改称。

## 部活動

### 運動部
- 野球部
- サッカー部

1999年、第30回全国中学校サッカー大会 ベスト16
2004年、第35回全国中学校サッカー大会 ベスト16
2005年、第36回全国中学校サッカー大会 第3位
2007年、第38回全国中学校サッカー大会 ベスト16
2010年、第41回全国中学校サッカー大会 ベスト16
2012年、第43回全国中学校サッカー大会 第3位
- ソフトボール部
- テニス部（男女）
- 陸上部
- 卓球部（男女）
- バスケットボール部（男女）
- バレー部（女子）
- 剣道部
- 水泳部

### 文化部
- 吹奏楽部
- 科学部

2010年、第54回日本学生科学賞 入選1等
2011年、第55回日本学生科学賞 環境大臣賞
- 情報部
- アート部

## アクセス
- 西日本旅客鉄道（JR西日本） 寺庄駅から西へ500m
- 滋賀県道123号水口甲南線沿い

## 周辺
- 滋賀県立甲南高等学校
- 甲南郵便局
- 地蔵堂（六角堂）
- 旧滋賀銀行甲南支店 - ヴォーリズ設計。大正14年（1925年）竣工。旧寺庄銀行本店。甲南支店としては2007年8月に甲南町野田へ移転。
- 甲賀流忍術屋敷
- 杣川